# 学校の先生
『学校の先生』（仏: Le Maître d'école）は、クロード・ベリ監督・脚本による1981年のフランス映画。

## 出演者
- コリューシュ：Gérard Barbier
- ジョジアーヌ・バラスコ：Ms Lajoie
- ローラン・ジロー：Mr. Meignant
- ジャック・ドバリー（フランス語版）：マネージャー